# IC 731
IC 731 — галактика типу S (спіральна галактика) у сузір'ї Велика Ведмедиця.
Цей об'єкт міститься в оригінальній редакції індексного каталогу.